# Gian Matteo Ranzi
Gian Matteo Ranzi (Rávena, Italia, 31 de enero de 1948) fue un deportista italiano especialista en lucha grecorromana donde llegó a ser medallista de bronce olímpico en Múnich 1972.

## Carrera deportiva
En los Juegos Olímpicos de 1972 celebrados en Múnich ganó la medalla de bronce en lucha grecorromana de pesos de hasta 68 kg, tras el luchador soviético Shamil Khisamutdinov (oro) y el búlgaro Stoyan Apostolov (plata).